# Křešín u Pacova

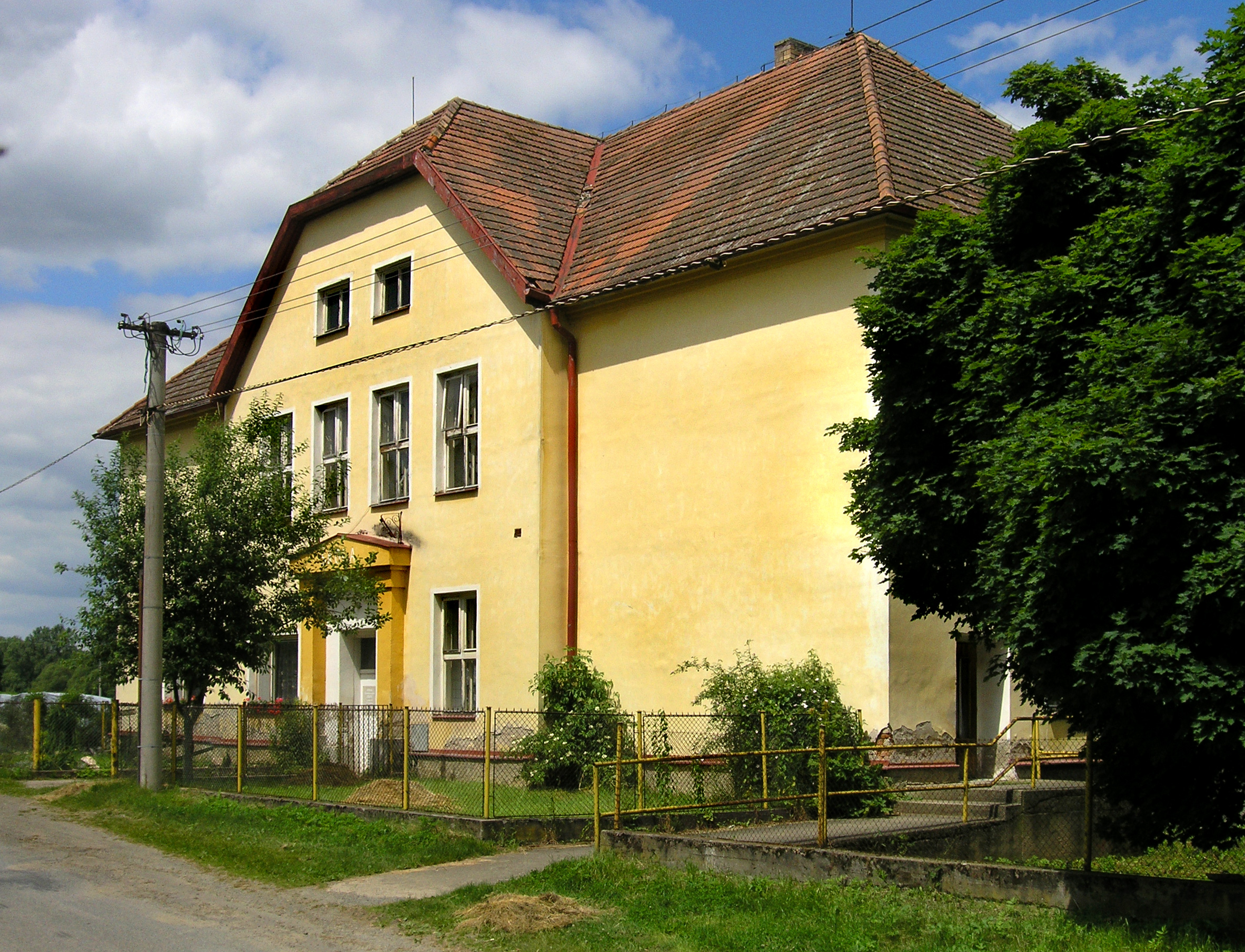
Křešín

Křešín (deutsch Kreschin) ist eine Gemeinde in Tschechien. Sie liegt 13 Kilometer nördlich von Pacov und gehört zum Okres Pelhřimov.

## Geographie
Křešín befindet sich im Südwesten der Böhmisch-Mährischen Höhe an der Einmündung der Mohelnice in den Martinický potok (Goldbach). Südlich erheben sich der Holý vrch (703 m) und Stražiště (744 m).
Nachbarorte sind Lipkov, Sudislavice und Malá Paseka im Norden, Růžkovy Lhotice und Čeněnice im Nordosten, Chýstovice und Jedlina im Osten, Blažnov und Zelenkův Mlýn im Südosten, Tříznicko, Starý Smrdov und Skočidolovice im Süden, Beránkův Mlýn, Šavrdův Mlýn und Lukavec im Südwesten, Štědrovice im Westen sowie Čáslavsko und Mohelnice im Nordwesten.

## Geschichte
Die erste schriftliche Erwähnung der Feste Křešín erfolgte im Jahre 1318 als Besitz des Hroznata von Křešín. Seit 1350 in eine Schule in Křešín nachweislich. Bis ins 15. Jahrhundert wechselten die Besitzer häufig, mehrere davon legten sich das Prädikat von Křešín zu. Um 1500 wurde Křešín an die Herrschaft Karrenberg angeschlossen. 1534 wurden Johanna und Regina von Otradovice als Besitzerinnen genannt. Nach mehreren Erbteilungen unter den Besitzern von Karrenberg wurde Křešín wieder zu einem selbständigen Gut, das Smil Lukavecký von Lukavec gehörte. Dieser ließ neben dem Hof eine neue Feste errichten. Diese erlosch im 17. Jahrhundert gänzlich. Während des Dreißigjährigen Krieges fielen 1620 kaiserliche Truppen in Křešín ein und drangsalierten die Bewohner.
Nach der Ablösung der Patrimonialherrschaften bildete Křešín ab 1850 mit den Ortsteilen Bláznov, Čeněnice und Mohelnice eine Gemeinde in der Bezirkshauptmannschaft Ledetsch. Sitz des Bezirksgerichtes wurde wenig später Dolní Kralovice. Ab 1949 gehörte Křešín zum Okres Pacov. Nach dessen Auflösung wurde die Gemeinde 1961 dem Okres Pelhřimov zugeordnet und zugleich Kramolín, das zuvor zu Buřenice gehört hatte, zu Křešín umgemeindet. 1973 erfolgte der Bau eines Kulturhauses neben der Kirche.
An der Panský mlýn befindet sich am Talgehänge des Martinický potok eine Abfahrtspiste mit Schleppliftbetrieb.

## Gemeindegliederung
Die Gemeinde Křešín besteht aus den Ortsteilen Blažnov (Blasnow), Čeněnice (Tschenienitz), Kramolín (Kramolin), Křešín (Kreschin) und Mohelnice (Mohelnitz) sowie den Ansiedlungen Lipkov und Tříznicko.
Das Gemeindegebiet gliedert such in die Katastralbezirke Kramolín u Křešína und Křešín u Pacova.

## Sehenswürdigkeiten
- Kirche St. Bartholomäus mit Friedhof am Dorfplatz von Křešín, die Kirche ist seit 1350 als Pfarrkirche nachweisbar. Die alte gotische Kirche wurde 1875 abgebrochen und durch einen Neubau im neogotischen Stil ersetzt. Einschließlich des ummauerten und mit Toren versehenen Friedhofes bildete die Anlage ein Kulturdenkmal
- Kreuzweg mit 13 Stationen und einem Kalvarienberg am Hügel Na kopci, geschaffen 1791, die beiden Säulen am Pfarrhaus sind als Kulturdenkmal geschützt
- Pfarrhaus
- Kapelle in Čeněnice
- Kapelle in Kramolín
- Wassermühle Mikešův Mlýn am Martinický potok südlich des Dorfes

## Söhne und Töchter der Gemeinde
- Vladimír Chalupa (1872–1937), General und Befehlshaber der tschechoslowakischen Legion

## Bilder

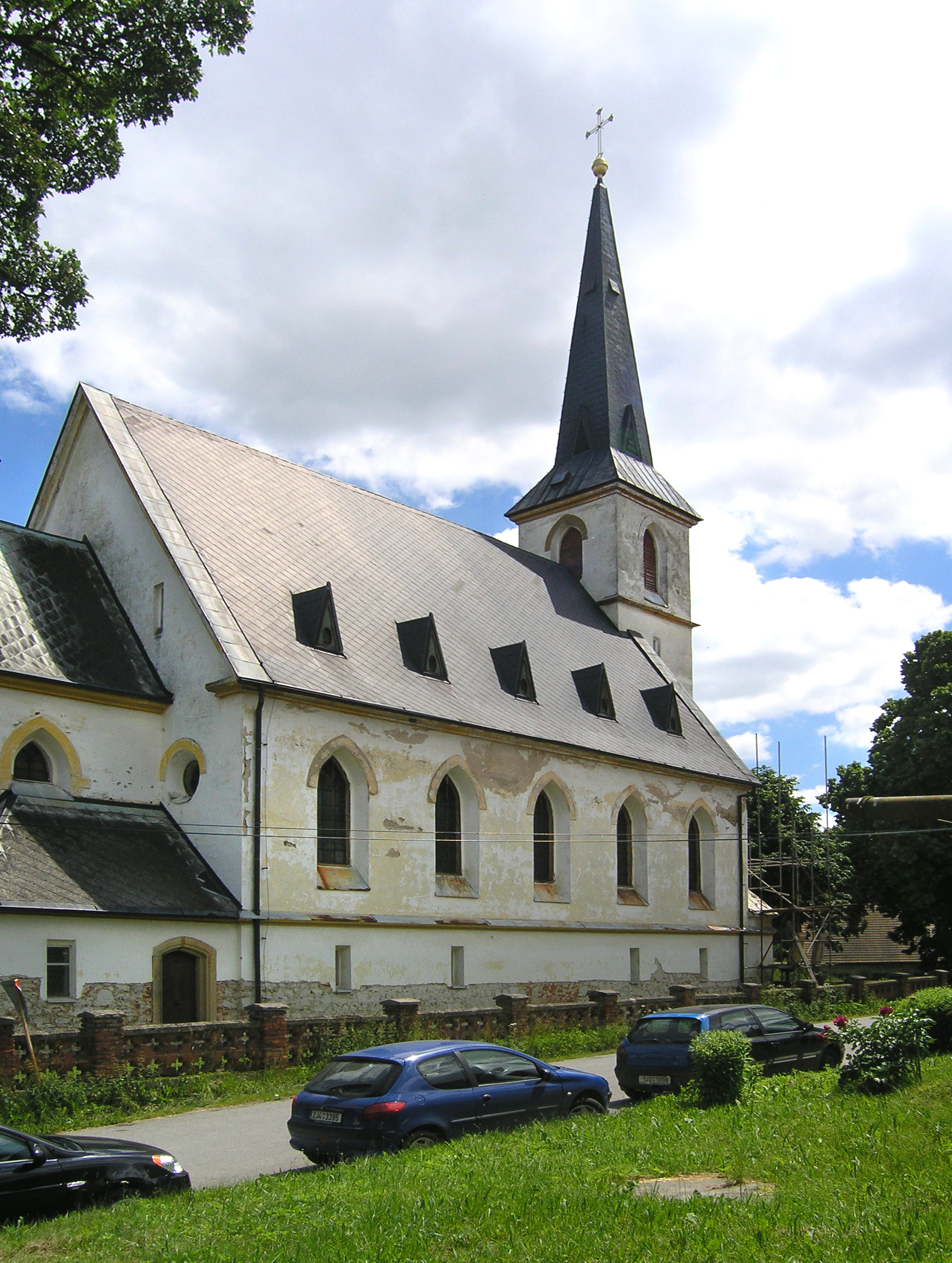
Die Kirche
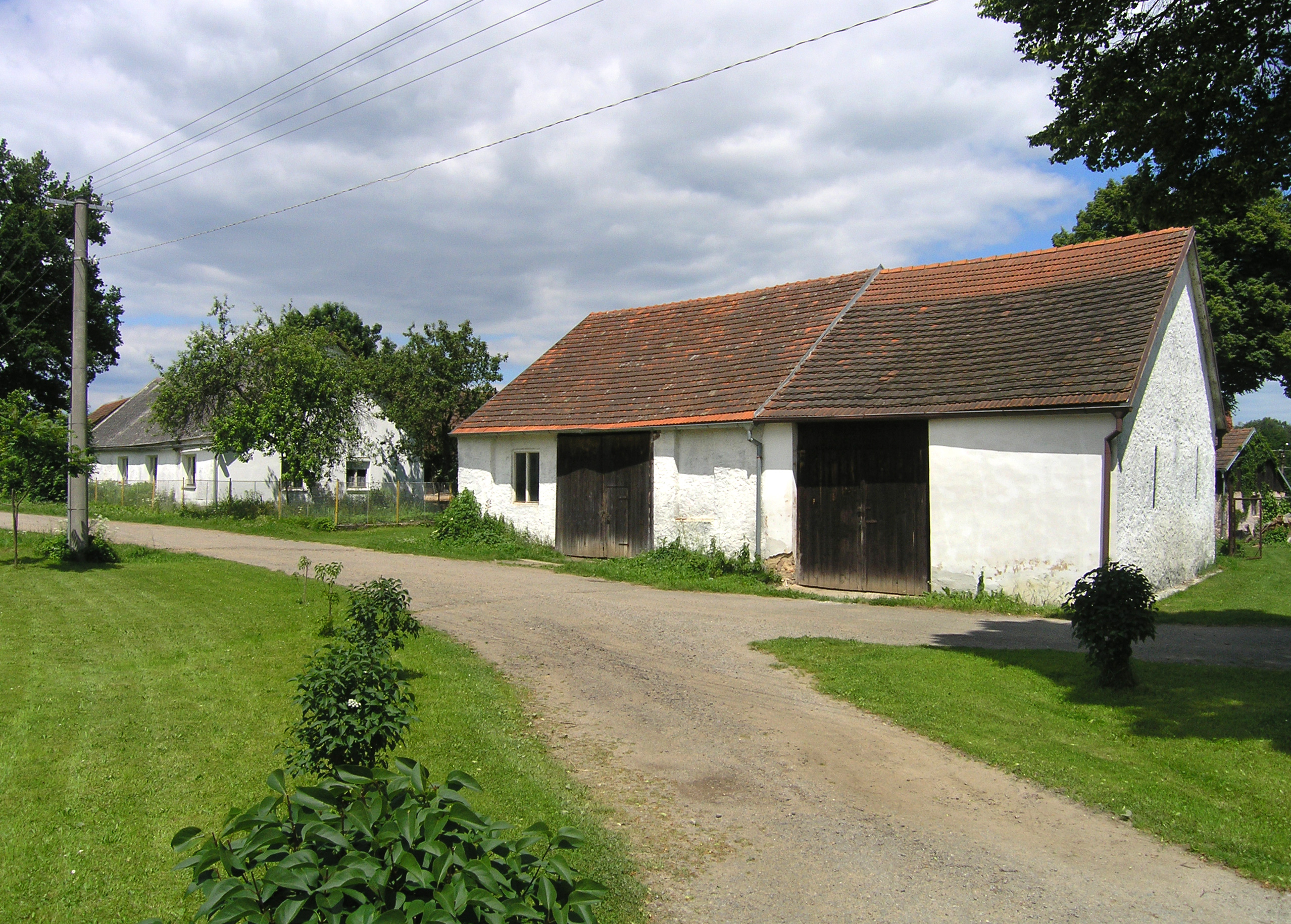
Das Dorf